# Air Manas

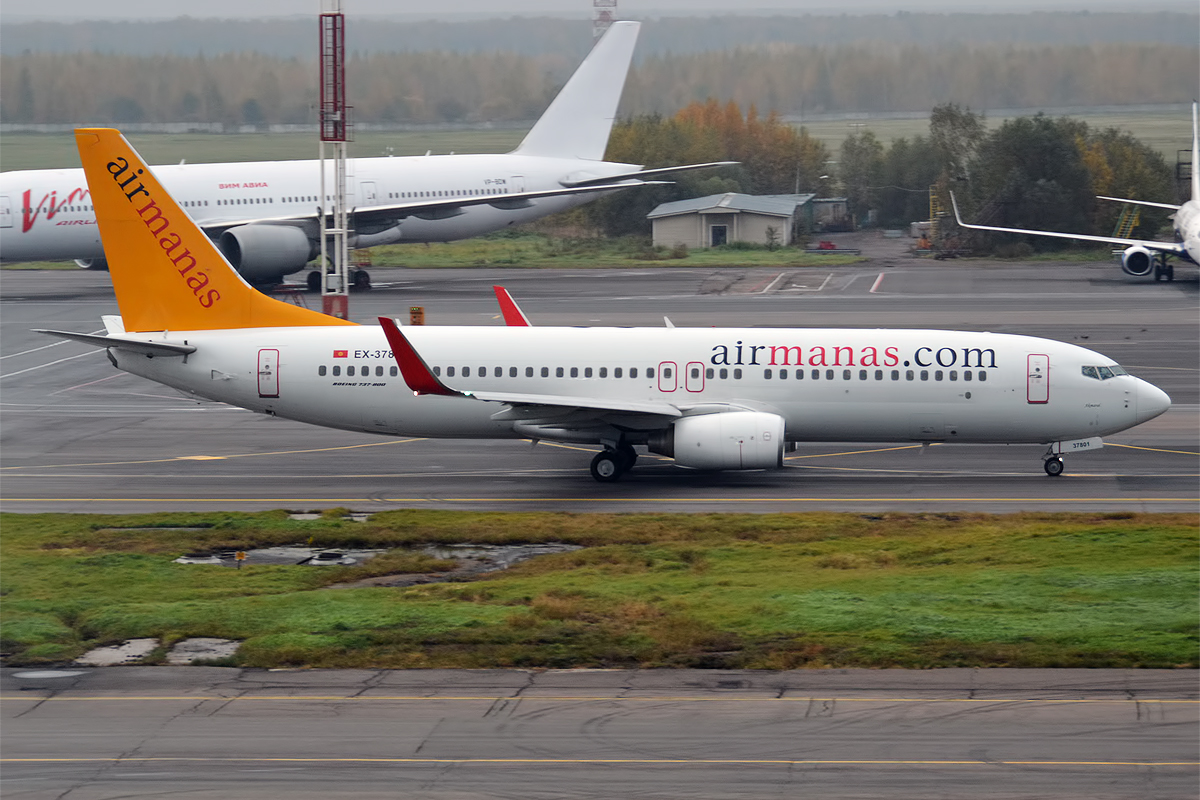
Boeing 737-800 Air Manas

Air Manas — бюджетний авіаперевізник Киргизстану, штаб-квартира в Бішкеку. Базовий аеропорт авіакомпанії — «Манас». Юридична особа — Тзов Авіакомпанія «Ейр Манас».

## Історія
Компанія була заснована в 2006 році як Air Manas. Перший політ був здійснений в грудні 2009 року. У червні 2012 року, 49 % акцій компанії були куплені турецькою бюджетною авіакомпанією Pegasus Airlines, а решта 51 % належать приватним особам КР. 22 березня 2013 року був здійснений перший політ в Стамбул, під брендом Pegasus Asia,.
З осені 2015 року авіакомпанія Air Manas стала самостійним брендом.
У 2014 році почастішали перевірки з боку влади Киргизтану, пов'язані зі скаргами конкурентів, через низькі ціни на авіаквитки в порівнянні з іншими авіаперевізниками Киргизтану.
У планах авіакомпанії вихід з чорного списку Євросоюзу.

## Напрямки рейсів
Авіакомпанія здійснює перевезення з Бішкека в Стамбул (Сабіха Гекчен), Москву (Домодєдово, Жуковський), Урумчі, Делі, Ош і планує відкриття нових рейсів.
Рейс Бішкек-Кашгар-Бішкек З 1 березня 2017 припиняється у зв'язку з реконструкцією аеропорту. 

## Флот
Флот Air Manas складається з таких суден: (на серпень 2016 року):